# Gaddehosahalli, Hassan
Gaddehosahalli là một làng thuộc tehsil Hassan, huyện Hassan, bang Karnataka, Ấn Độ.